# Miho Takai
Pour les articles homonymes, voir Takai (homonymie).
Miho Takai (高井 美穂, Takai Miho), née le 30 novembre 1971 à Mino, est une femme politique japonaise, représentant la préfecture de Tokushima à la Chambre des représentants du Japon pour le Parti démocrate du Japon, avant de devenir maire de Miyoshi. Elle occupe plusieurs postes dans les différents gouvernements démocrates de 2009 à 2012, dont celui de vice-ministre de l'Éducation, de la Culture, des Sports, des Sciences et de la Technologie. 

## Jeunesse, études et carrière pré-électorale
Takai naît le 30 novembre 1971 à Mino, dans la préfecture de Tokushima. Elle effectue son cursus universitaire à la faculté de lettres de l'université Waseda,.
Après ses études supérieures, elle rejoint le groupe Daiei. Elle complète son cursus par une formation complémentaire en anglais à l'université de Washington en 1998.

## Carrière électorale

### Politique nationale

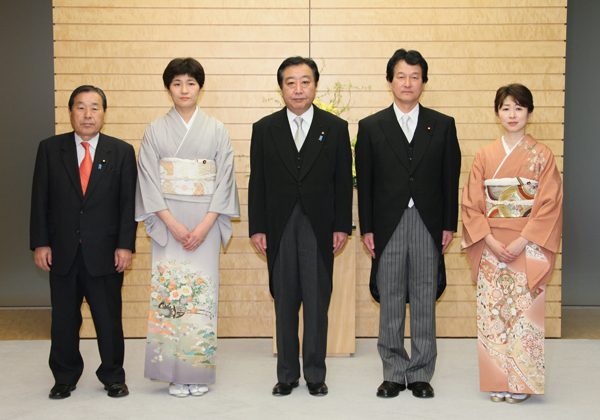
Takai, lors de sa nomination dans le gouvernement Noda en 2012, aux côtés, entre autres, de Yoshihiko Noda et Chinami Nishimura.

Takai se présente pour la première fois aux élections législatives japonaises de 2000 dans la deuxième circonscription de la préfecture de Tokushima sous les couleurs du Parti démocrate du Japon, où elle est défaite de peu,. Elle se représente lors des élections législatives de 2003, et ne parvient toujours pas à être élue dans la circonscription. Elle obtient néanmoins suffisamment de voix pour accéder à la Chambre des représentants via la relance proportionnelle, faisant ainsi son entrée à la Diète du Japon,.
Lors des élections législatives de 2005, elle ne parvient pas à se faire réélire, même dans la circonscription proportionnelle de Shikoku. Néanmoins, à la suite de plusieurs irrégularités de campagne, le représentant Masanori Gotō (ja) démissionne le 13 décembre 2005, permettant à Takai, suivante sur la liste, d'effectuer un retour à la Diète. Elle remporte ensuite en 2009 la deuxième circonscription de Tokushima, battant ainsi Shun'ichi Yamaguchi (ja) du Parti libéral-démocrate. Elle est par la suite nommée au gouvernement Hatoyama au poste de secrétaire parlementaire chargée de l'Éducation, de la Culture, des Sports, des Sciences et de la Technologie.
Elle remplace également Yūko Mori, démissionnaire du gouvernement Noda, au poste de vice-ministre de l'Éducation, de la Culture, des Sports, des Sciences et de la Technologie. Takai est à nouveau candidate à sa propre succession lors des élections législatives japonaises de 2012, mais échoue à se faire élire, à la suite de l'échec massif du PDJ à cette élection.

### Politique régionale
Bien que pressentie en 2014 pour être de nouveau candidate aux élections législatives de la même année, elle déclare, après avoir été sollicitée par ses soutiens locaux, sa candidature aux élections de l'assemblée prefectorale de Tokushima,. Seiichi Kurokawa (ja), alors maire de Miyoshi, la sollicite expressément, pour qu'une femme représente la ville à l'assemblée prefectorale.
Bien que soutenue par le PDJ, elle se présente en tant qu'indépendante dans le district de Miyoshi, et est élue à l'issue du scrutin préfectoral de 2015. Elle est réélue en 2019. Durant son mandat, elle annonce vouloir se présenter aux élections municipales de Miyoshi en 2021.
Elle est élue en juillet 2021 maire de Miyoshi avec une large majorité, et devient la plus jeune maire de l'histoire de la ville,. Elle déclare vouloir mettre à profit son expérience de parlementaire, notamment en termes de gestion de budget, d'élaboration de réformes ou de dialogue avec les citoyens, pour faire de Miyoshi « une ville plus heureuse ».

## Prises de position
Takai est très impliquée dans la défense des droits des individus LGBT+. En tant que maire, elle met notamment en place un partenariat civil reconnaissant que les couples LGBT et autres minorités sexuelles ont une relation équivalente au mariage.
Takai se déclare favorable à une révision de la Constitution antimilitariste japonaise. Elle est également favorable à la reprise des activités des centrales nucléaires japonaises, bien qu'elle soit opposée à l'utilisation militaire du nucléaire.
Elle soutient également le maintien des femmes dans la famille impériale japonaise, même après leur mariage, ainsi que l'ascension d'une femme sur le trône de Chrysanthème.

## Vie privée
Takai est mariée et mère de deux enfants. Elle est l'une des rares membres de la Diète à utiliser son congé maternité prévu par la réglementation de la Chambre des représentants, ainsi que la première à en bénéficier en 2005, à la fin de son premier mandat.